# Rose Gregorio
Rose Gregorio (Chicago, 17 oktober 1925 – New York, 17 augustus 2023) was een Amerikaanse actrice.

## Biografie
Gregorio begon in de jaren vijftig en zestig met acteren in lokale theaters in Chicago en New York. Gregorio was van 1965 tot en met 2012 getrouwd met Ulu Grosbard, in 2012 overleed Grosbard.
Gregorio overleed op 97-jarige leeftijd aan een longontsteking.

## Filmografie

### Films
Uitgezonderd korte films.
- 2017 Good Time - als Loren Ellman
- 2000 Maze – als Helen
- 1999 The Deep End of the Ocean – als oma Rosie
- 1995 Tarantella – als Pina
- 1991 City of Hope – als Pina
- 1987 Five Corners – als Mrs. Sabantino
- 1987 The Last Innocent Man – als Monica Powers
- 1985 Do You Remember Love – als Betty Marcus
- 1981 True Confessions – als Brenda Samuels
- 1979 Dummy – als Jean Markin
- 1978 Eyes of Laura Mars – als Elaine Cassell
- 1977 The Storyteller – als Mrs. Eberhardt
- 1977 Sharon: Portrait of a Mistress – als Anne Dowling
- 1977 The Death of Richie – als Betty Firmani
- 1975 One of Our Own – als Rose Sanantonio
- 1975 Mr. Ricco – als Angela
- 1975 Miles to Go Before I Sleep – als Selma
- 1974 Tell Me Where It Hurts – als Agnes
- 1971 Desperate Characters – als Ruth
- 1971 Who Is Harry Kellerman and Why Is He Saying Those Terrible Things About Me? – als Gloria Soloway
- 1968 The Swimmer – als Sylvia Finney

### Televisieseries
Uitgezonderd eenmalige gastrollen.
- 1996-1999 ER – als Helen Hathaway – 7 afl.
- 1984 Falcon Crest– als Mary Giannini – 2 afl.
- 1981 Another World – als Doris Wagner – 2 afl.
- 1965-1967 New York Television Theatre – als Beebee Fenstermaker – 2 afl.

## TheaterwerkBroadway
- 1988-1990 M. Butterfly – als Helga
- 1983 A View From the Bridge – als Beatrice
- 1977 The Shadow Box – als Agnes
- 1968-1969 Jimmy Shine – als Rosie Pitkin
- 1968 The Cuban Thing – als Daisi
- 1967 Daphne in Cottage D – als Daphne
- 1966 The Investigation – als understudy
- 1964-1965 The Owl and the Pussycat – als Doris W.

- Gemeinsame Normdatei: 173528155
- Virtual International Authority File: 209328702
- WorldCat: E39PBJjhB3WCRhYw7bc6vXMByd